# Волна (малый ракетный корабль)
«Волна» — советский малый ракетный корабль проекта 1234, четвёртый корабль этого типа и первый корабль проекта 1234, вступивший в состав Северного флота.

## История строительства
Заложен 27 сентября 1968 года на Приморском ССЗ в Ленинграде (заводской № С-54). Зачислен в списки кораблей ВМФ 25 апреля 1970 года, спущен на воду 21 июля 1971 года, вступил в состав ВМФ СССР 31 декабря 1971. В январе 1972 корабль находился в Балтийске, где на нём устраняли недоделки.

## Служба
4 февраля МРК «Волна» включён в состав Балтийского флота, с января 1974 базировался на Лиепайскую военно-морскую базу.
После переподчинения, вступил 24 апреля 1974 года в состав Северного флота и в мае перешёл по Беломорско-Балтийскому каналу в Белое море.
На Северном флоте находился в составе 55-й Печенгской Краснознамённой ордена Ушакова бригады ракетных катеров, позже — ракетных кораблей, с 1982 года Кольской Краснознамённой флотилии разнородных сил, до 1981 г. в 292-м дивизионе МРК с базированием в п. Гранитный (губа Долгая Западная), затем в 294-м дивизионе тМРК в п. Лиинахамари (губа Девкина заводь).
В период с 10 августа 1988 года по 1 октября 1989 года прошёл средний ремонт на СРЗ-177 в Усть-Двинске.
Весной 1990 года МРК был выведен из боевого состава, законсервирован и поставлен в отстой в Сайда-губе.
30 июня 1993 года был исключён из списков ВМФ и сдан в ОФИ для демонтажа и реализации.
25 января 1994 года экипаж МРК был расформирован, а сам корабль позднее был разделан на металл.